# I Left My Heart in San Francisco

I Left My Heart in San Francisco est une chanson populaire américaine écrite en 1953 par George Cory (1920-1978) et Douglass Cross (1920-1975) mais plus connue comme la chanson phare de Tony Bennett.
La chanson fut d'abord enregistrée sur la face B d'un single de Bennett intitulé Once Upon a Time qui culmina au dix-neuvième rang du Billboard, avant d'être rééditée sur l'album I Left My Heart in San Francisco. Il obtint le Grammy Award de l'enregistrement de l'année en 1963. Cette chanson est l'un des hymnes officiels de la ville de San Francisco.
En 1994, la version de Tony Bennett reçoit le Grammy Hall of Fame Award, avant d'être inscrite, en 2017, au registre national des enregistrements (National Recording Registry) de la bibliothèque du Congrès à Washington.